# Truxaloides burttianus
Truxaloides burttianus är en insektsart som beskrevs av Vitaly Michailovitsh Dirsh 1954. Truxaloides burttianus ingår i släktet Truxaloides och familjen gräshoppor. Inga underarter finns listade i Catalogue of Life.